# Nematocryptus fulvaster
Nematocryptus fulvaster är en stekelart som först beskrevs av Tosquinet 1896.  Nematocryptus fulvaster ingår i släktet Nematocryptus och familjen brokparasitsteklar. Inga underarter finns listade i Catalogue of Life.